# Bois de Silly
Bois de Silly (vrij vertaald in het Nederlands Opzullikbos of Bos van Opzullik) is een bos- en natuurgebied in de gemeente Opzullik (Frans:Silly)  in de provincie Henegouwen in Wallonië. Het domeinbos is erkend als 'Site de Grand Intérêt Biologique' (SGIB3207) door het Waals Gewest en sluit via privébos Bois de Ligne aan op het Edingenbos. Het bosgebied is Europees beschermd als deel van het Natura 2000-gebied 'Bois d'Enghien et de Silly' (BE32006).

## Fauna en flora
Het bos is een Atlantisch beuken- en eikenbos  met tapijten van voorjaarsbloeiers als bosanemoon, wilde hyacint, daslook, slanke sleutelbloem, kleine maagdenpalm, paarbladig goudveil, verspreidbladig goudveil en ondergroei van hulst. Rond de bronbeekjes van de Zulle (Frans: Sille) komt de schedegeelster voor. In het Bois de Silly leeft onder andere buizerd, wespendief, ree, middelste bonte specht en vuursalamander.

## Afbeeldingen

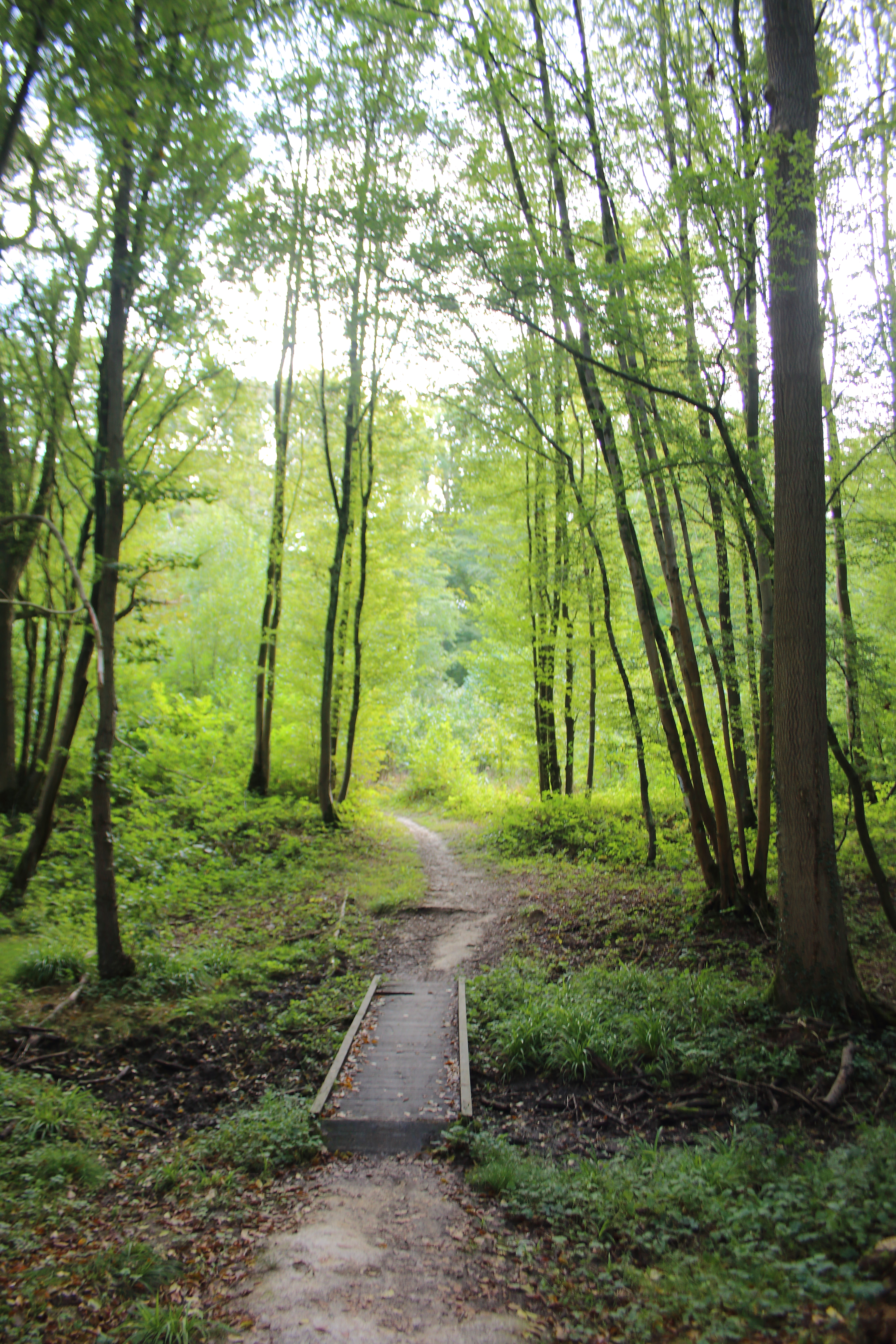
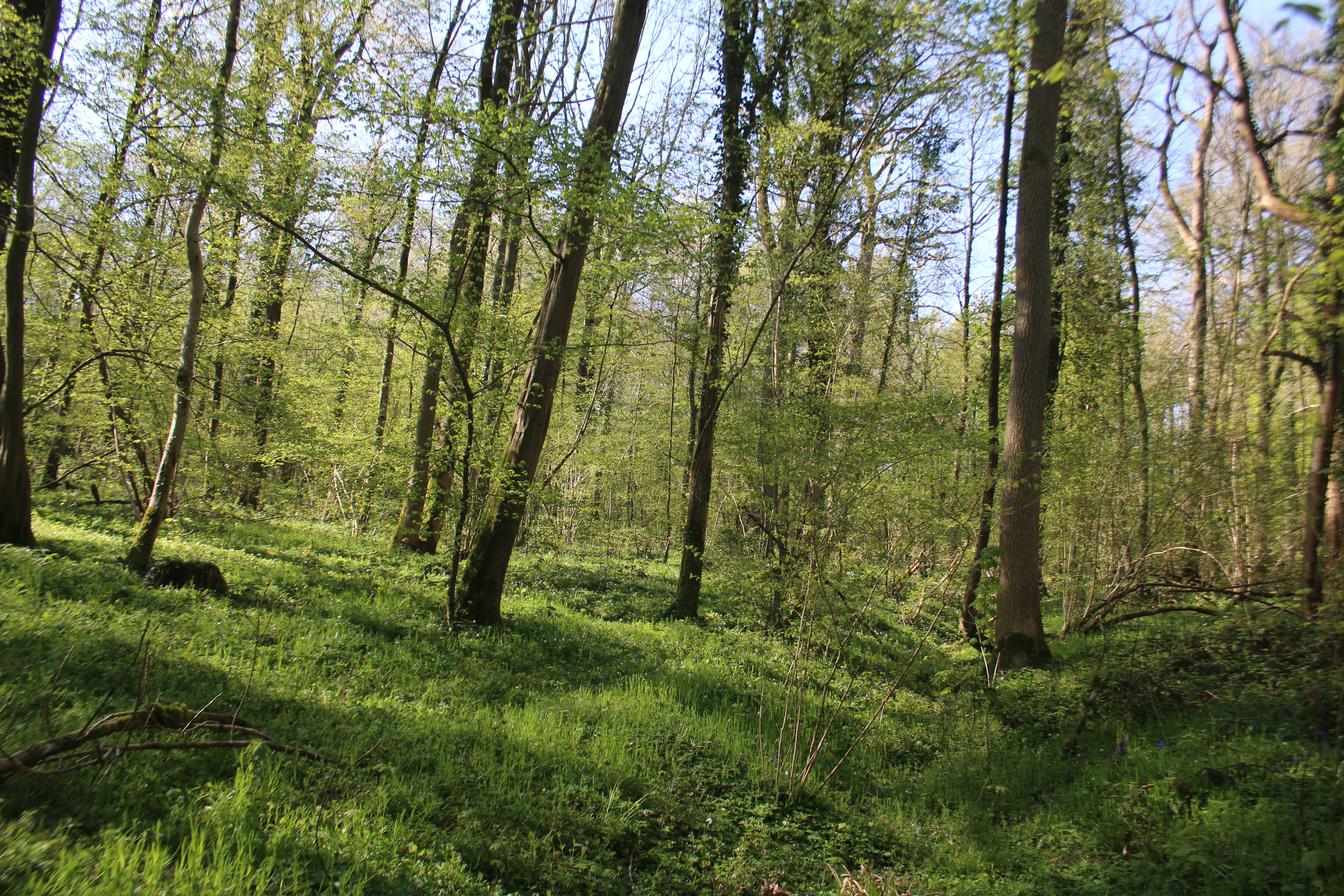
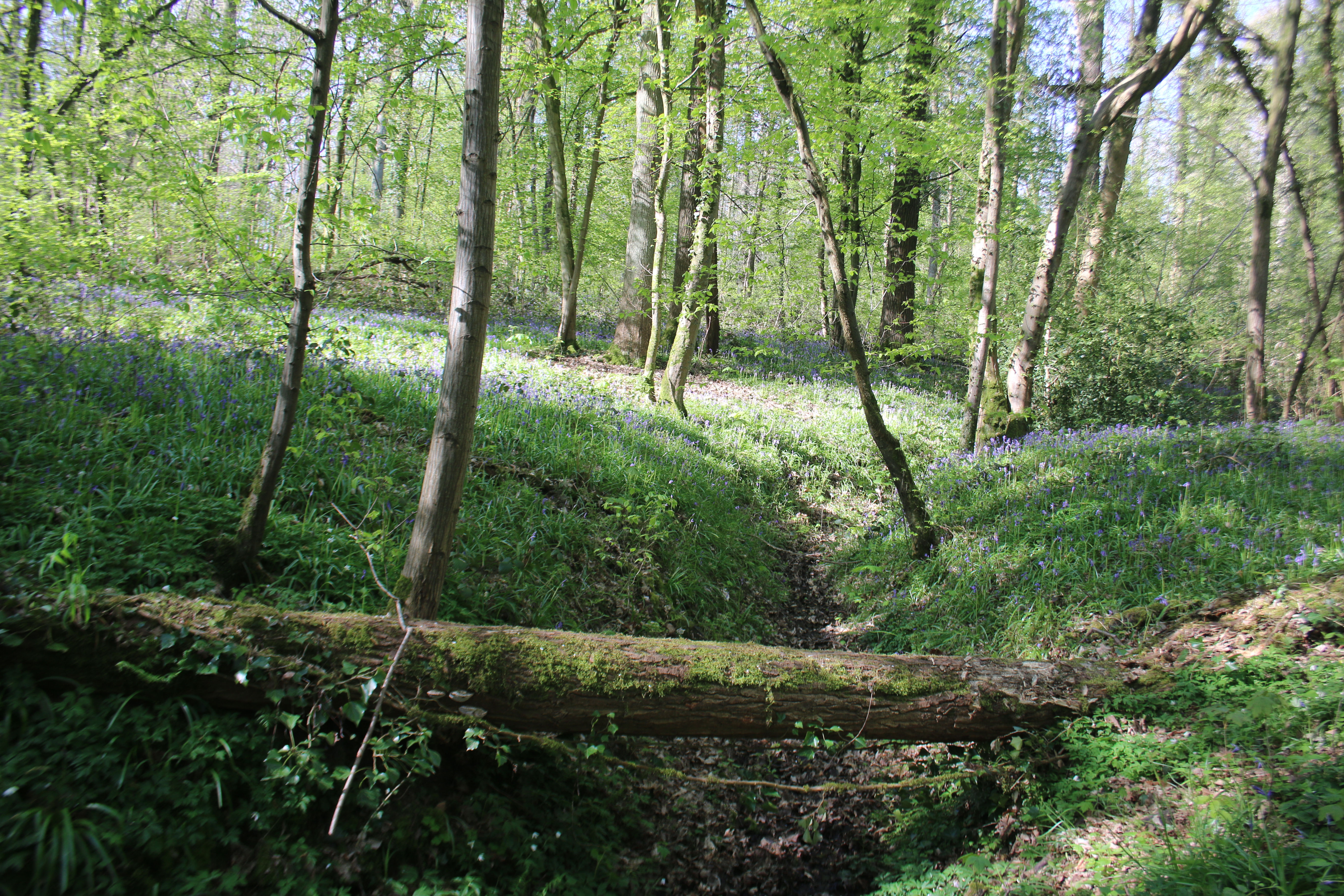
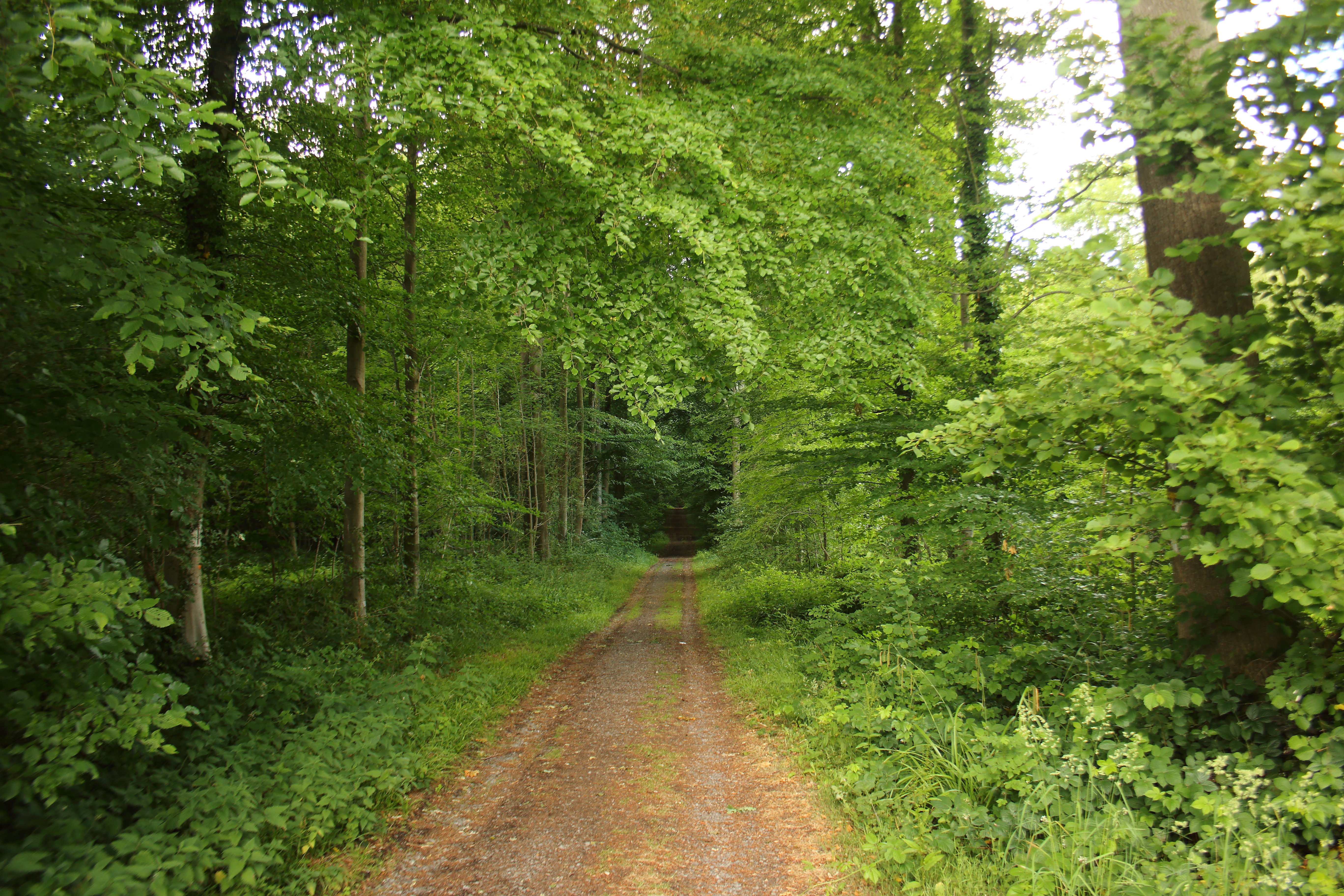
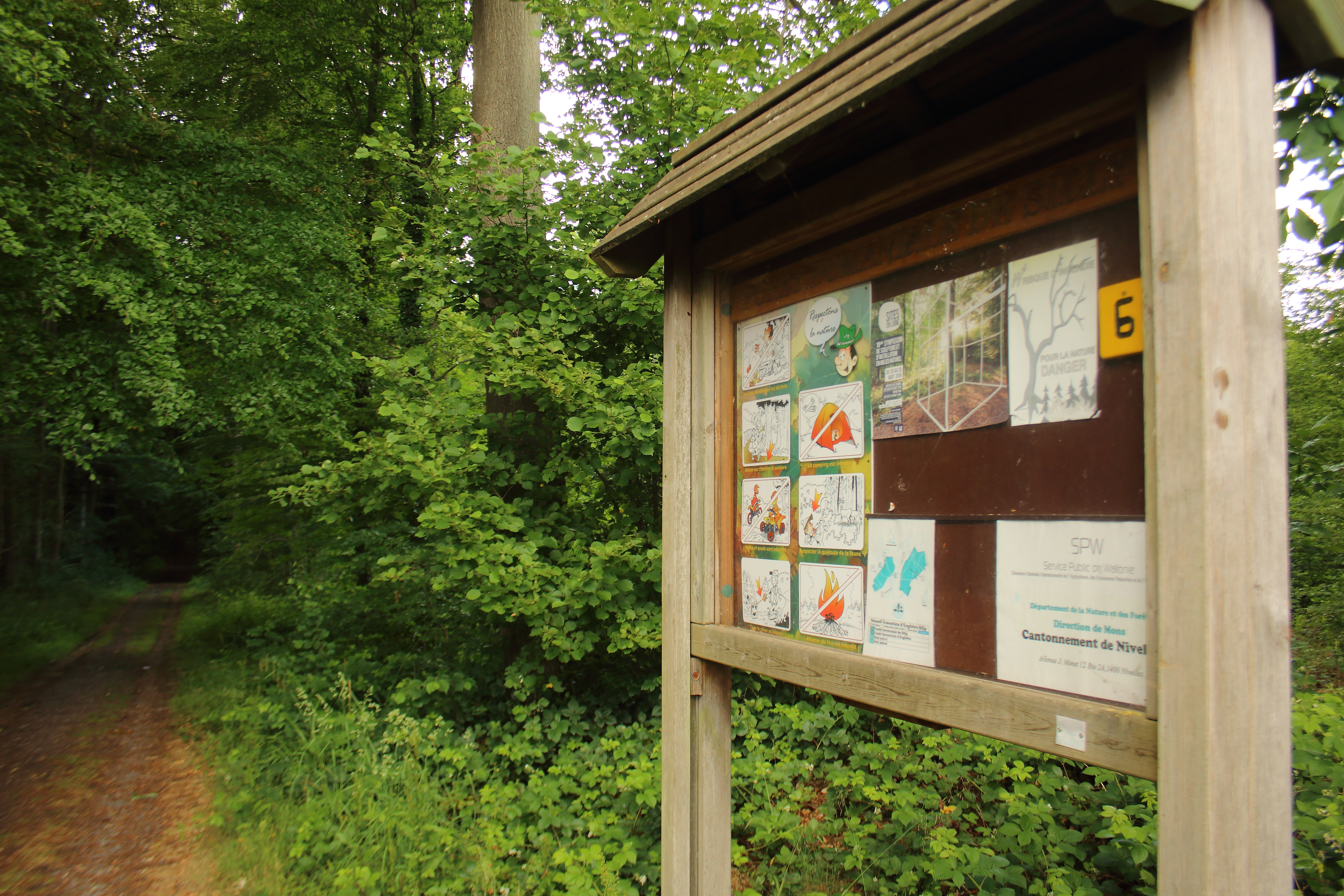